# Johan Magnus Unæus
Johan Magnus Unæus, född 24 juni 1801 i Lövångers socken, död 30 januari 1878 i Burträsks socken, var en svensk präst.
Unæus blev student vid Uppsala universitet höstterminen 1824 och prästvigdes i juni 1827 till pastorsadjunkt åt fadern Magnus Unæus i Lövångers församling. Han blev vice pastor där 1835 och efter faderns död 1837 nådårspredikant 1837–1838. Därefter var han åren 1838–1845 vice pastor åt biskop Frans Michael Franzén som hade Nora församling som prebendepastorat. I november 1841 utnämndes han till komminister i Lövångers församling, där han tillträdde i maj 1845. Julafton 1855 utnämndes Unæus till kyrkoherde i Burträsks församling och tillträdde 1 maj 1858. Han avled 1878 och efterträddes 1881 av Knut Strinnholm.
Unæus var son till kyrkoherden och prosten Magnus Unæus och Brita Maria Mellin. Han gifte sig 1831 med Sofia Burman, som var dotter till kyrkoherden och prosten Olof Burman i Råneå och Anna Catharina Wallis. Makarna hade inga barn men upptog som fosterson ett barnhusbarn från Stockholm, Johan Herman Unæus som blev komminister i Burträsks församling.